# 夏夢禎
夏夢禎（16世紀—17世紀），字祥凝，山東青州府壽光縣人，明朝政治人物，同进士出身。

## 生平
夏夢禎是夏松之子，祖母郭氏，天啟元年（1621年）中舉人，五年（1625年）成三甲進士，獲授任丘知縣，處事精敏，能理衝繁事務，有廉幹聲譽，有子夏廷璜。

## 引用
1. 1 2  民國《壽光縣志·卷十二·人物志》：夏夢禎，字祥凝，天啟乙丑進士，授任邱令，具優長，涖事精敏，故邑當衝繁，有廉幹聲。子廷璜別有傳。
2. ↑  民國《壽光縣志·卷七·選舉志》：天啟……元年辛酉（舉人） 夏夢禎 見進士……字祥凝，夏莊人，官任邱知縣
3. ↑  咸豐《青州府志·卷四十五·人物傳八》：夏夢禎，字祥凝，父松，少貧，性狷介，其姻郭氏助之金，數年還之，封識宛然。夢禎天啟五年進士，授任邱知縣，舊志稱能理繁剧，有廉幹聲。